# Намче-Базар
```

```

Намче-Базар (неп. नाम्चे) — селище в районі Кхумбу в Непалі.

## Географія
Намче-Базар знаходиться на висоті 3440 м на бічному схилі пагорба. На захід від нього знаходиться гора Конгде-Рі висотою 6187 м, а на схід — гора Тхамсерку висотою 6623 м.

### Клімат
Селище знаходиться у зоні, котра характеризується кліматом полярних пустель. Найтепліший місяць — липень із середньою температурою 10.3 °C (50.5 °F). Найхолодніший місяць — січень, із середньою температурою -5.9 °С (21.4 °F).
| Клімат Намче-Базара     | Клімат Намче-Базара | Клімат Намче-Базара | Клімат Намче-Базара | Клімат Намче-Базара | Клімат Намче-Базара | Клімат Намче-Базара | Клімат Намче-Базара | Клімат Намче-Базара | Клімат Намче-Базара | Клімат Намче-Базара | Клімат Намче-Базара | Клімат Намче-Базара | Клімат Намче-Базара |
| Показник                | Січ.                | Лют.                | Бер.                | Квіт.               | Трав.               | Черв.               | Лип.                | Серп.               | Вер.                | Жовт.               | Лист.               | Груд.               | Рік                 |
| Середній максимум, °C   | 1                   | 1,9                 | 4,7                 | 8,2                 | 11,6                | 14,7                | 14,4                | 13,4                | 12,7                | 8,9                 | 5,5                 | 3,3                 | 8,4                 |
| Середня температура, °C | −5,9                | −4,8                | −1,6                | 2,2                 | 5,6                 | 9,2                 | 10,3                | 9,8                 | 8                   | 3,1                 | −1,2                | −3,8                | 2,6                 |
| Середній мінімум, °C    | −18,2               | −16,3               | −12,1               | −7,4                | −3,4                | 1,6                 | 3,9                 | 3,5                 | 0,8                 | −6,5                | −12,5               | −16,3               | −6,9                |
| Норма опадів, мм        | 10.8                | 18                  | 21.6                | 28.3                | 34.4                | 96.1                | 153.8               | 144.7               | 80.7                | 37.4                | 6.2                 | 13                  | 645                 |
| Днів з опадами          | 2,6                 | 2,7                 | 3,6                 | 5                   | 9,5                 | 16,1                | 22                  | 21,8                | 15                  | 4,5                 | 1,9                 | 1,4                 | 106,1               |
| Вологість повітря, %    | 52.1                | 53.8                | 54.6                | 57.7                | 61.4                | 67.8                | 74.5                | 76.3                | 70.8                | 62.1                | 55.8                | 51.7                | 61.6                |
| ----------------------- | ------------------- | ------------------- | ------------------- | ------------------- | ------------------- | ------------------- | ------------------- | ------------------- | ------------------- | ------------------- | ------------------- | ------------------- | ------------------- |
| Джерело: Weatherbase    |                     |                     |                     |                     |                     |                     |                     |                     |                     |                     |                     |                     |                     |

## Опис
Селище дуже відоме туристам і альпіністам, тому що знаходиться по дорозі до Евересту і володіє розширеною системою туристських готелів, ресторанів, магазинів, де туристи можуть відпочити і підготуватися до походу. У селищі працює електрика, неподалік розташований аеропорт (вертолітна станція), однак більшість туристів не може ним користуватися: унаслідок протесту місцевих жителів для масового туризму використовується аеропорт м. Лукла, від якого до Намче-базару туристи повинні здійснити добовий перехід (у випадку дуже швидкої ходьби досить шести годин). Обслуговування туристів на цій ділянці забезпечує роботу і дохід місцевим жителям.
У Намче-Базарі розташовані також офіційні установи, поліцейський контроль, пошта і банк. Вгорі розташовані казарми непальської армії.
Намче-Базар є основним пунктом для подорожі до Евересту, до гори і озера Гокіо (англ. Gokyo Lakes).
Над селищем знаходиться база Національного Парку Сагарматха, від якої відкриваються види на Еверест та інші гірські вершини.
На висоті 3800 над Намче-Базаром знаходиться розкішний готель Еверест-В'ю, з тераси якого при гарній погоді видно Еверест. Готель організовував заїзди для багатих туристів, проте багато відчували гостру гірську хворобу від раптового підйому на таку висоту. Готель додатково обладнаний куполом і кисневим постачанням кімнат.
По суботах з ранку відкривається базар, на який сходяться жителі навколишніх сіл, а також тибетці, що приходять через перевали з Тибету з китайськими товарами.
В околиці Намче-Базару розташовано кілька тибетських монастирів.

## Галарея

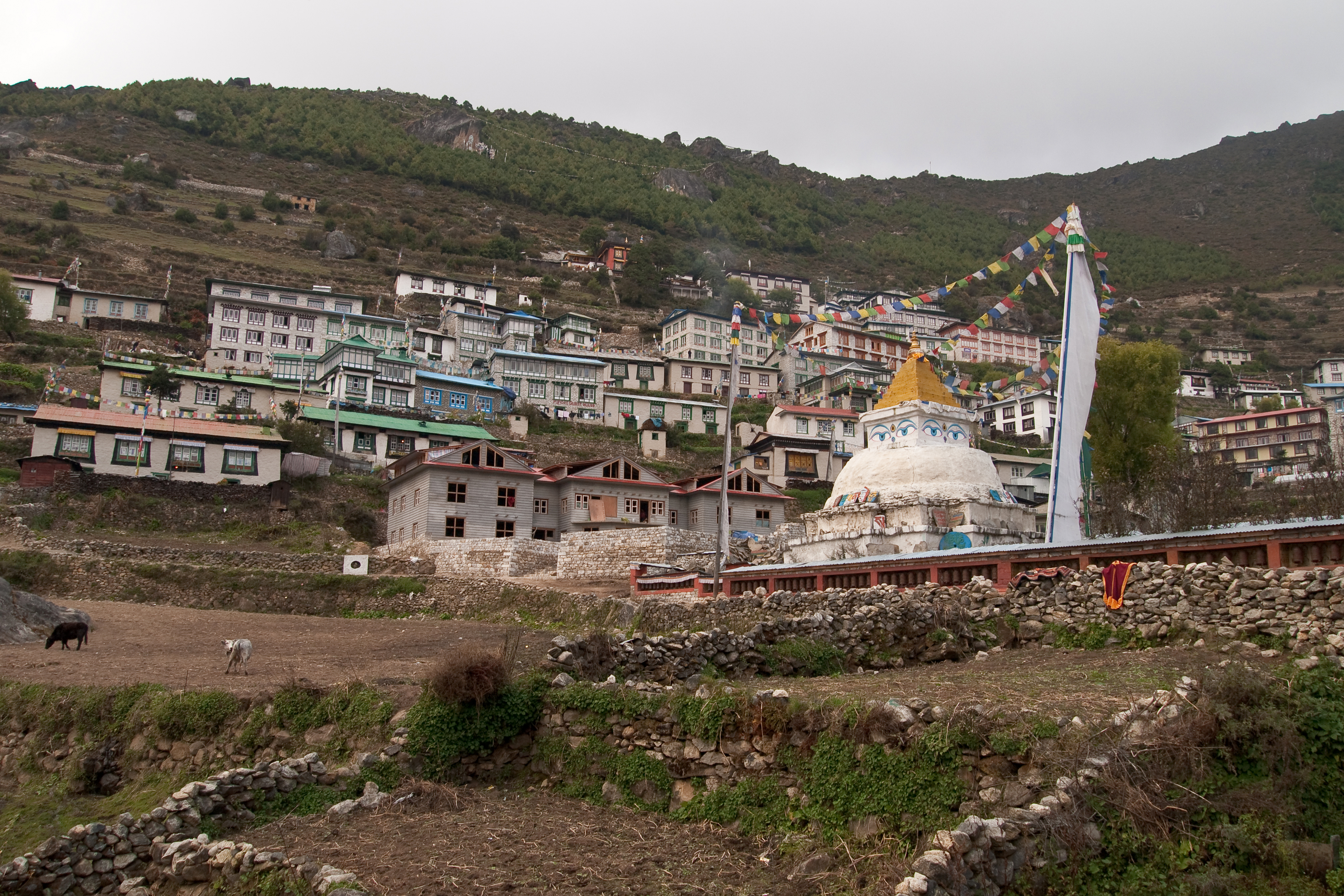
Намче-Базар
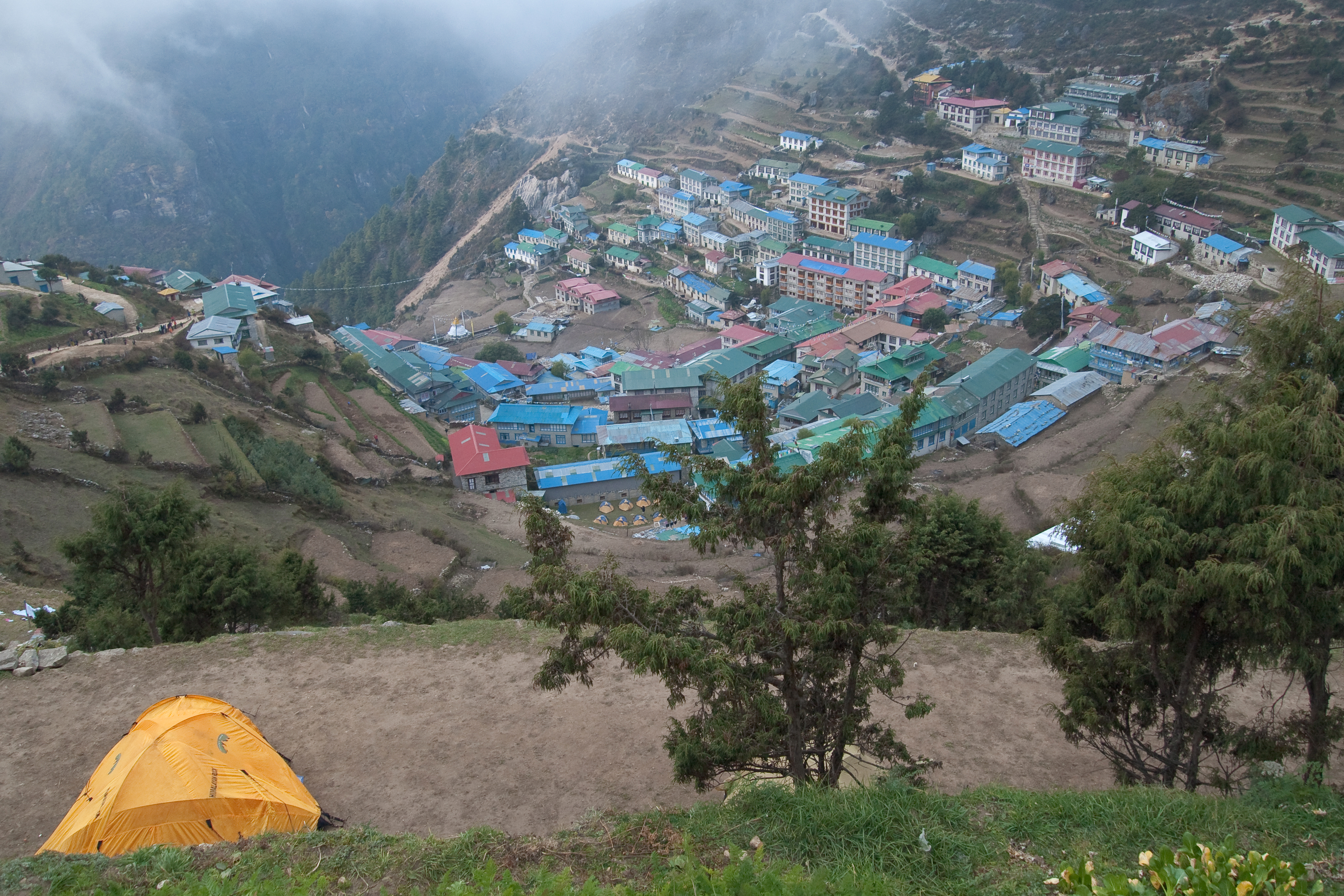
Над Намче-Базаром
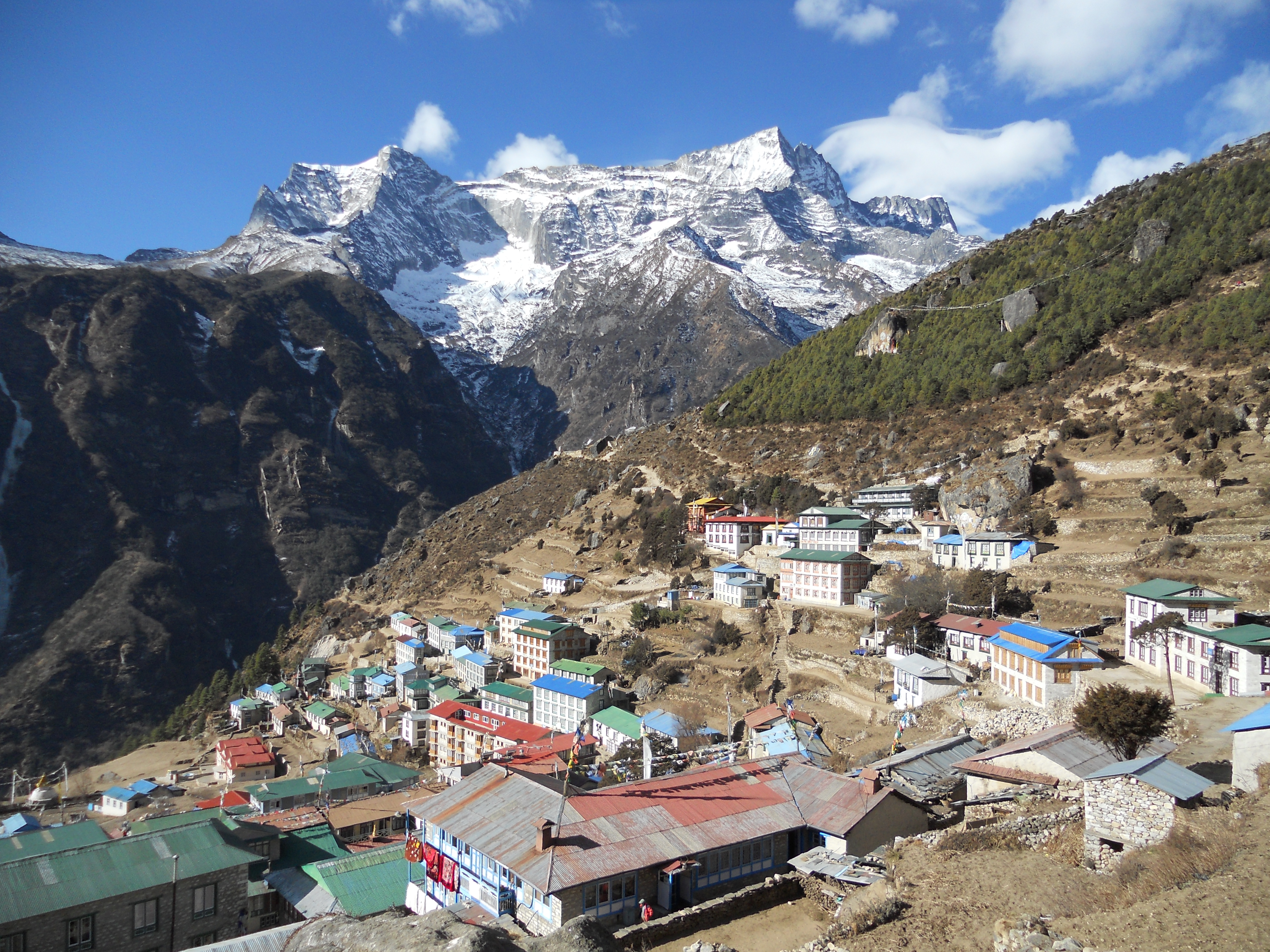
Намче-Базар в лоні гори
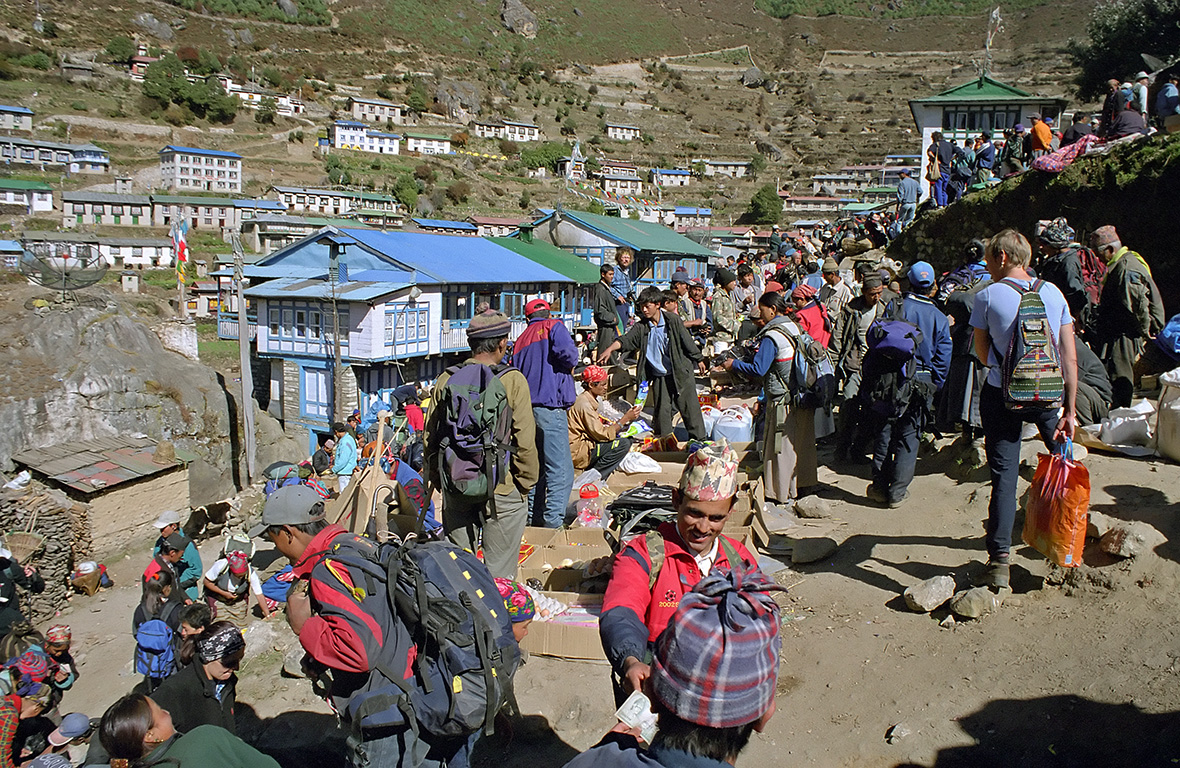
Ринок в селещі
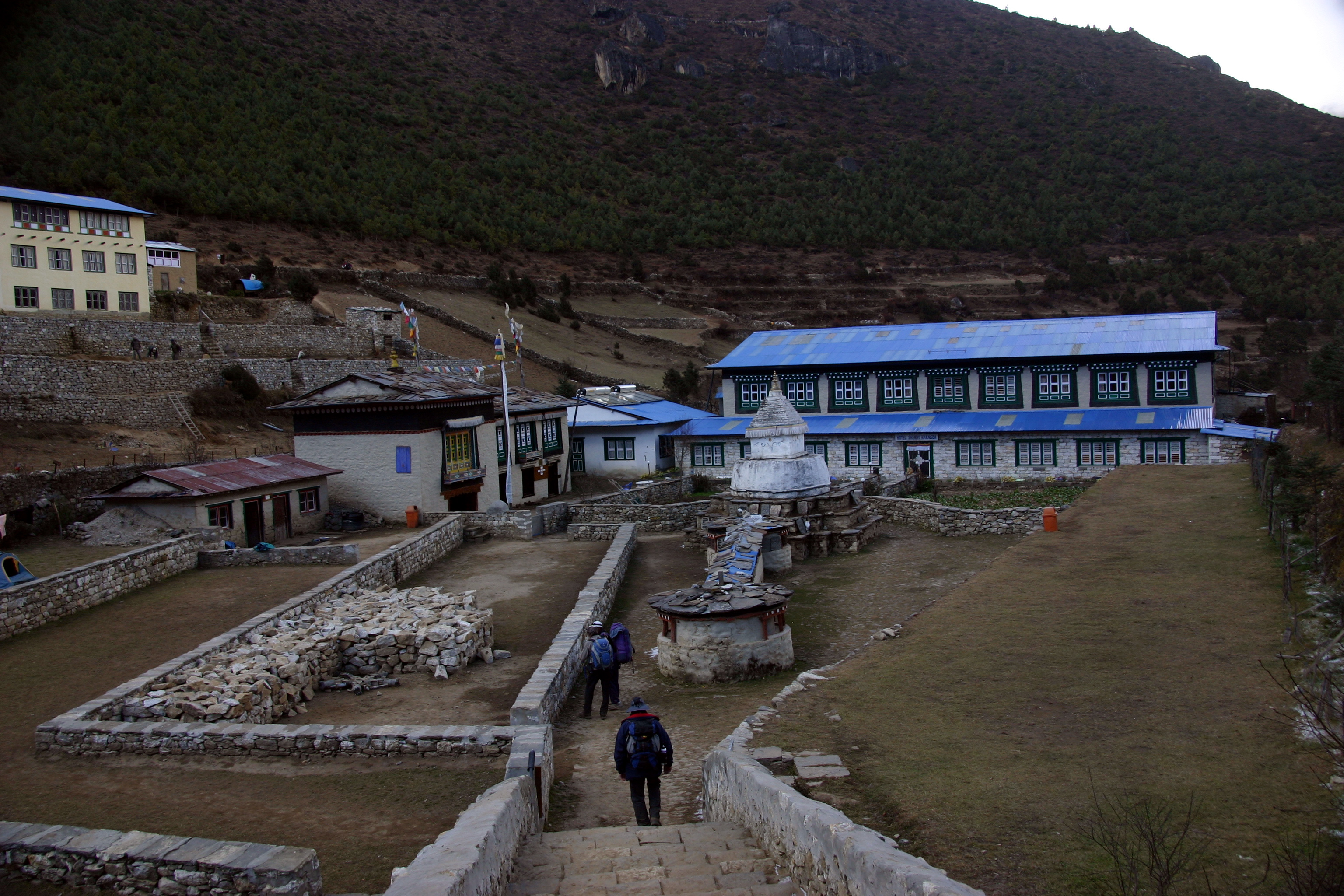
Музей
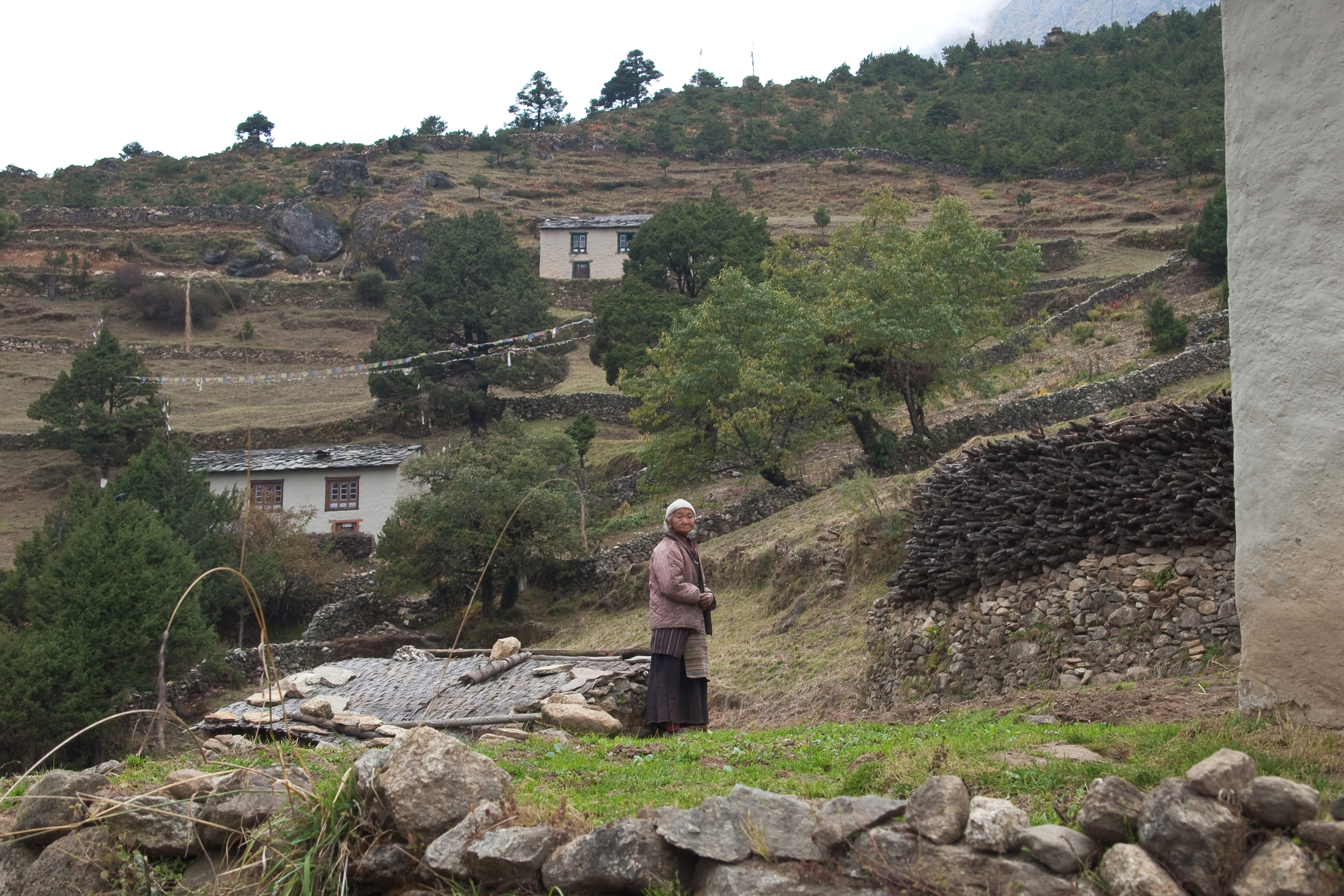
Селище Фурте